# 我形我速
《我形我速》是由友立資訊股份有限公司所研發與發行的一套影像處理軟體，其主要是提供非專業影像處理者能夠使用簡單方式對相片做編輯、特殊效果、管理、展示，以及利用相片製作諸如賀卡、月曆、名片、手機影像、大頭貼等特殊應用。
目前本軟體英文名已经改为Corel Paint Shop Photo Express。

## 外部連結
- 官方介紹網頁 （页面存档备份，存于）
- 官方介紹網頁（台湾） （页面存档备份，存于）